# 品川区立台場小学校
品川区立台場小学校（しながわくりつだいばしょうがっこう）は、東京都品川区東品川一丁目にある公立の小学校。

## 概要
校名を表す「台場」とは幕末に東京湾に築造された砲台群を意味し、いわゆるお台場と呼ばれる地区とその起源を同じくするものの立地は異なり、唯一陸から張り出す形で造られた「御殿山下台場」の跡地に設立されたことに由来する。現在も多角形な敷地形状に台場の面影を見ることが出来る。また、学校の建設前には気象台があり、その気象台の形をした記念碑が校門前に設置してある。
品川区の他の小・中学校と同様に、小中一貫教育を推進している。小中一貫連携推進校は、品川区立品川学園。

### 併設施設
すまいるスクール台場

## 沿革
- 1957年（昭和32年）
  - 4月1日 - 開校。
  - 5月 - 校舎完成。
- 1959年（昭和34年）2月 - 校歌・校旗制定。
- 1962年（昭和36年）3月 - 体育館落成、
- 1964年（昭和39年）9月 - 難聴学級開級式。
- 1976年（昭和51年）
  - 3月 - 新校舎6教室完成。
  - 6月 - プール完成。
- 1986年（昭和61年）4月 - ランチルーム完成。
- 1988年（昭和63年）3月 - 多目的教室設置。
- 1996年（平成8年）8月 - 校庭改修。
- 2004年（平成16年）4月 - 校舎改築工事開始。
- 2005年（平成17年） 
  - 3月 - 新校舎落成式。
  - 4月 - 旧校舎解体開始。
  - 9月 - 新校庭落成式。

## 教育目標
- 思いやりを持ち、助け合う子供
- よく考え、自ら進んで学ぶ子供
- 健康で、明るい子供
- めあてに向かって、やりぬく子供

## 人権戦隊　人権ジャー
東京都教育委員会の「人権尊重推進校」に指定され、児童達が人権戦隊　人権ジャーとなり活躍する動画が、公式サイトで見ることが出来る。

## 幼保小の合同研究
隣接する台場幼稚園を増改築して1階を幼稚園部門、2階を保育園部門として2006年のびっこ園を開園。それを機に品川区の保幼小の連携教育に重点を置き、小中一貫教育と同時進行で研究を進めている。

## 交通
- JR線・京急本線 品川駅より徒歩15分
- 都営バス大井競馬場行き　東品川1丁目下車1分
- 京急本線 北品川駅・新馬場駅より徒歩7分
- りんかい線・東京モノレール 天王洲アイル駅より徒歩15分